# Bukit Timah Nature Reserve

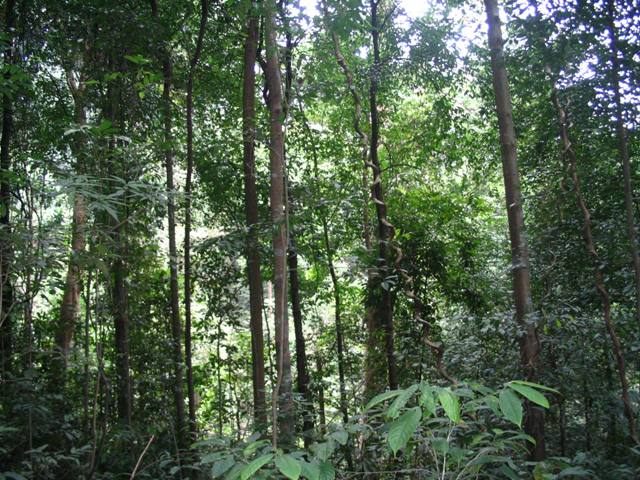
Fragment lasu w rezerwacie

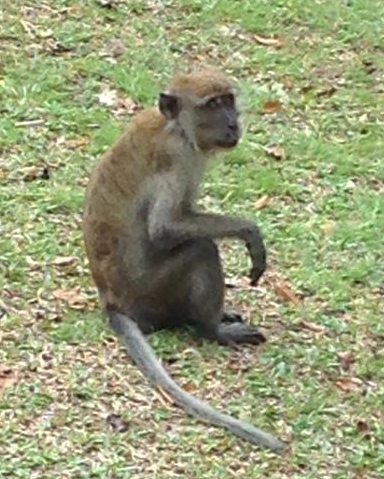
Makak jawajski na terenie rezerwatu

Bukit Timah Nature Reserve – rezerwat przyrody w Singapurze, w dzielnicy Bukit Timah i na terenie wzgórza o tej samej nazwie. Powstał w 1883 roku i zajmuje powierzchnię 164 ha. Obejmuje ochroną największy w Singapurze zachowany pierwotny las deszczowy. 

## Położenie
Powierzchnia rezerwatu wynosi 1,64 km². Leży on na wzgórzu Bukit Timah o wysokości około 163 m n.p.m., między Dairy Farm Road od północy, Bukit Timah Expressway od wschodu, Pan Island Expressway od południa i Bukit Timah Upper Road od zachodu. Wejście do parku zlokalizowane jest w jego południowo-zachodniej części, od strony Hindhede Nature Park, w pobliżu Beauty World Center, gdzie znajduje się przystanek komunikacji miejskiej i skąd prowadzi wprost do parku kładka piesza.

## Historia
Rezerwat ten został utworzony w 1883 roku, jako jeden z pierwszych w Singapurze i jako jedyny nie służył leśnictwu. W 1951 roku przeszedł pod zarząd NParks. W 2004 roku obszar ten wszedł w skład Important Bird Area o nazwie Central Forest. W 2005 roku został objęty ochroną przez ustawę Parks & Trees Act. 18 października 2011 roku wcielony został do sieci Heritage Parks Stowarzyszenia Narodów Azji Południowo-Wschodniej.

## Bioróżnorodność
Występujące w tym rezerwacie gatunki stanowią 40% gatunków fauny i flory Singapuru. Na obszarze Bukit Timah NR oraz pobliskiego Central Catchment Nature Reserve stwierdzono ponad 840 gatunków roślin okrytonasiennych i ponad 500 gatunków zwierząt, a wciąż znajdywane są nowe, w tym także nowe dla nauki. 

### Flora
Teren rezerwatu pokrywa największy w Singapurze zachowany pierwotny las tropikalny. Klasyfikowany jest on jako nadbrzeżny dwuskrzydłowcowy las wzgórzowy (ang. coastal hill dipterocarp forest) i zdominowany przez przedstawicieli dwuskrzydłowatych, których rośnie tu 18 gatunków. Do pospolitszych należą Dipterocarpus caudatus penangianus i Shorea curtisi. Ponadto spotkać tu można takie rośliny jak Licuala ferruginea, Gneteum gnemon, cierniste ratany, figowce, Agrostistachys longifolia, Tacca sp. i różne storczykowate. Paprocie reprezentowane są przez 80 gatunków, stanowiących 80% wszystkich występujących w Singapurze.

### Fauna
Spośród zamieszkujących rezerwat stawonogów wymienić można słodkowodnego kraba Johora singaporensis, mrówki Camponotus gigas, prządkę prządkę olbrzymią czy tygrzyka Argiope mangal. Występujące tu gady to m.in.: pyton siatkowy, Chrysopelea paradis i Eutropis multifasciata. Do awifauny terenu należą m.in.: pstrogłów krasnoczapkowy (Psilopogon rafflesii), miedzianka szmaragdowa (Chalcophaps indica), dziwogon rajski (Dicrurus paradiseus) i turkuśnik indyjski (Irena puella). Ssaki reprezentują lotokot malajski, łuskowiec jawajski, wiewiórkowate Hylopetes spadiceus, Callosciurus notatus i Sundasciurus tenuis. Pospolicie występują tu makaki krabożerne.

## Turystyka
Do dyspozycji turystów są w parku szlaki piesze o różnym stopniu trudności. Wokół parku, poza jego granicami, wiedzie górski szlak rowerowy. W jego pobliżu znajduje się również ścianka wspinaczkowa.